# Тбіліський державний університет
Тбілі́ський держа́вний університе́т і́мені Іва́не Джавахішві́лі (груз. თბილისის ივანე ჯავახიშვილის სახელობის სახელმწიფო უნივერსიტეტი, ТДУ) — найстаріший і найбільший заклад вищої освіти Грузії, центр науки і культури. Заснований 26 січня (8 лютого) 1918, у день пам'яті царя Давида IV Будівничого, в Тбілісі в будівлі старої гімназії. 3 вересня того самого року закладу присвоєно назву «Тбіліський державний університет». Перший університет на Кавказі. Сьогодні в університеті навчається близько 25 000 студентів і викладає близько 2500 професорів і викладачів.
Університет має сім факультетів, близько 60 науково-дослідницьких лабораторій і центрів, багату наукову бібліотеку (до 4 млн книг і періодичних видань), 7 музеїв, а також своє видавництво і типографію. Університет публікує свою газету «Тбіліський університет».

## Відомі випускники
- Іраклі Гарібашвілі
- Бідзіна Іванішвілі
- Арсенішвілі Георгій Лонгінозович
- Гілаурі Ніколоз Зурабович
- Гургенідзе Володимир Іраклійович
- Жванія Зураб Віссаріонович
- Бакрадзе Давид
- Давид Бакрадзе (1975)
- Бурджанадзе Ніно Анзорівна
- Окуджава Булат Шалвович
- Санєєв Віктор Данилович
- Катерина Тогонідзе
- Беручашвілі Тамара Гурамівна